# Danesos
Els danesos (en danès, danskere) són els membres d'un grup ètnic escandinau nadius de Dinamarca i que parlen danès.
La primera menció dels danesos en el territori danès està en la runa Jelling que menciona com Harald Bluetooth va convertir els danesos al cristianisme al segle x. Dinamarca ha estat habitada de manera continuada per humans des d'aquest període i tot i que ha patit moltes influències culturals i migracions des de tot el món, els danesos es tendeixen a considerar a si mateixos com a descendents dels antics danes que es mencionen a les fonts antigues.
Des de la definició de la identitat nacional danesa durant el segle xix, els criteris per a definir el qui és danès, són que parlin danès i que identifiquin que són de Dinamarca. La identitat nacional danesa s'ha construït sobre la base de la cultura camperola i la teologia luterana, sobretot influenciada pel teòleg Nicolai Frederick Severin Grundtvig.
Avui en dia, el criteri principal per a considerar a qui és danès, és tenir la ciutadania danesa, tot i que la gent que té avantpassats danesos o identitat ètnica danesa i que viuen fora de Dinamarca, com els emigrants, els fills d'emigrants o la minoria dels danesos d'Alemanya poden ser considerats danesos en el sentit més ampli de paraula.

## Orígens i història
A mitjans del segle vi els historiadors Procopi i Jordanes van mencionar per primera vegada els daner (tribu germànica antiga que els danesos consideren que són els seus avantpassats) per a referir-se a una tribu relacionada amb els suions amb els quals habitaven a la península de Jutlàndia, la província d'Escània i les illes que hi ha entre ambdues. Analistes francs del segle viii es refereixen sovint als reis danesos. El manuscrit del segle vii Bobbio Orosius distingeix entre els danesos meridionals que vivien a Jutlàndia i els danesos septentrionals que vivien a les illes i a Escània.
La primera menció sobre els danesos que s'ha trobat en el territori danès és la runa de Jelling, que menciona com Harald Bluetooth va convertir els danesos al cristianisme al segle x. Entre la dècada de 960 i finals de la dècada de 980, Harald Bluetooth va establir un regne a les terres dels danesos situada entre Jutlàndia i Escània. A la mateixa època va rebre una visita d'un missioner germànic que, segons la llegenda, va sobreviure a una ordalia per foc que va convèncer el rei que es convertís al cristianisme.
En els següents anys els danesos van viure l'expansió viking amb la que van incorporar Noruega i el nord d'Anglaterra al regne danès. Després de la mort de Canut II de Dinamarca el 1035, Anglaterra es va alliberar del control danès i Dinamarca va caure en el desordre durant algun temps. Els vikings de Noruega van fer raids militars esporàdics contra Dinamarca. El nebot de Canut, Svend II de Dinamarca (1020-74) va restablir un regne fort danès i va construir bones relacions amb l'arquebisbe de Bremen que en aquells moments era l'arquebisbe de tota Escandinàvia.
Al segle xvi els alemanys van viure l'època de la Reforma Protestant que seguia les idees de Martí Luter. Aquesta va causar un impacte important a Dinamarca. A mitjans de la dècada de 1520 va començar la Reforma a Dinamarca i Noruega. Com que molts danesos volien poder llegir la Bíblia en la seva llengua, Hans Mikkelsen i Christiern Pedersen van traslladar el Nou Testament al danès. Els danesos que vivien a Wittenberg, Saxònia, encapçalats per Hans Tausen, van seguir les idees de Martí Luter. Al segle xvi el Regne de Dinamarca i Noruega es va enriquir degut a l'augment del trànsit marí per l'estret d'Øresund pel que els danesos cobraven un peatge. El 1658, després d'una guerra fallida amb Suècia, Dinamarca va signar el Tractat de Roskilde que va excloure del control danès les zones de la península escandinava que governava i va establir les fronteres entre Noruega, Dinamarca i Suècia que segueixen vigents en l'actualitat. Durant els segles posteriors d'aquesta pèrdua de territori, a les poblacions d'Escània que abans havien estat considerades daneses, la seva població es va passar a considerar plenament suecs. Al segle xix Dinamarca va patir una derrota a les Guerres Napoleòniques que va fer que perdés el control sobre Noruega i territoris que en l'actualitat estan al nord d'Alemanya. La derrota política i econòmica, però, va provocar el que es coneix com l'Edat d'or danesa en la que es va conformar la identitat nacional danesa. Els moviments lliberals i nacionalistes danesos van guanyar impuls a la dècada de 1830 i sobretot després de les revolucions europees del 1848. El 5 de juny del 1849 Dinamarca va esdevenir una monarquia constitucional. La burgesia que havia esdevingut important exigia participar en el govern i, en un intent d'evitar les revolucions sagnants que havien succeït en altres parts d'Europa, el rei Frederic VII de Dinamarca va cedir a les demandes dels ciutadans. Va aprovar una nova constitució en la que es defensava la separació dels poders i la concessió de la franquícia de tots els homes adults, així com la llibertat de premsa, religió i associació. El rei va esdevenir el cap del poder executiu, el cap d'estat.